# Камйоново
Камйоново (пол. Kamionowo) — село в Польщі, у гміні Трошин Остроленцького повіту Мазовецького воєводства.
Населення — 44 особи (2011).
У 1975-1998 роках село належало до Остроленцького воєводства.

## Демографія
Демографічна структура станом на 31 березня 2011 року:
|          | Загалом | Допрацездатний вік | Працездатний вік | Постпрацездатний вік |
| -------- | ------- | ------------------ | ---------------- | -------------------- |
| Чоловіки | 25      | 10                 | 12               | 3                    |
| Жінки    | 19      | 2                  | 9                | 8                    |
| Разом    | 44      | 12                 | 21               | 11                   |